# كأس النرويج 1952
كأس النرويج 1952 (بالنرويجية: Norgesmesterskapet i fotball for menn 1952)‏ هو الموسم 47 من كأس النرويج. أشرف على تنظيمه اتحاد النرويج لكرة القدم، وفاز فيه FK Sparta Sarpsborg ‏.